# Sehkreis

Elemente einer Zentralprojektion

Zentralprojektion einer Häuserreihe mit Sehkreis (rot, innen) und Distanzkreis (grün, außen)

Zentralprojektion der Häuserreihe mit Sehkreis (Distanz um 50 % vergrößert)

Der Sehkreis ist in der darstellenden Geometrie der Schnittkreis des Sehkegels (s. u.) mit der Bildebene. Der Sehkreis beschreibt den Bereich eines Bildes, der von einem Betrachter unverzerrt wahrgenommen wird.

## Beschreibung
Beim Betrachten einer räumlichen Szene oder eines Bildes nimmt das menschliche Auge bei Fixierung eines festen Punktes diejenigen Dinge deutlich und unverzerrt wahr, die in einem Kegel (dem Sehkegel) liegen, dessen halber Öffnungswinkel ungefähr {\displaystyle 30^{\circ }} beträgt. Betrachtet man ein Bild in Zentralprojektion, zum Beispiel eine Fotografie, so erhält man die beste Bildwirkung, das heißt, das Bild ersetzt die 3D-Szene, wenn der Betrachter
1. das Bild mit einem Auge betrachtet
2. dieses Auge sich im Augpunkt (dem Projektionszentrum) befindet und
3. das Auge den Hauptpunkt (den Lotfußpunkt vom Augpunkt auf die Bildtafel) fixiert.

Bei diesem Sehvorgang nimmt man alles deutlich und unverzerrt wahr, was innerhalb des Sehkreises liegt. Der Sehkreis ist dabei der Schnittkreis des Sehkegels mit der Bildtafel (siehe Bild). Der Mittelpunkt des Sehkreises ist der Hauptpunkt und sein Radius ist 
{\displaystyle r_{s}=\tan 30^{\circ }\cdot d\approx 0.58\cdot d}.

## Praktische Bedeutung
Es ist unwahrscheinlich, dass beim Betrachten eines Bildes das Auge genau im Augpunkt der Zentralprojektion positioniert wird. Das bedeutet, der Betrachter kann in der Regel Teile der Szene wahrnehmen, die außerhalb des Sehkreises liegen und deshalb verzerrt erscheinen (siehe Beispiel Häuserreihe). Um dies zu vermeiden, kann man entweder alle Objekte bzw. Objekteile, die außerhalb des Sehkreises liegen, weglassen (ausblenden), oder man verändert den Augpunkt und den Hauptpunkt so, dass die ganze Szene innerhalb des Sehkegels und damit das Bild innerhalb des Sehkreises liegt. Im Beispiel der Häuserreihe wurde bei fester Bildtafel und festem Hauptpunkt der Augpunkt durch Vergrößerung der Distanz verändert. 
In der Praxis wird man das Bild allerdings nicht durch einen Kreis, sondern durch ein Quadrat mit senkrechten und waagrechten Seiten und H als Mittelpunkt beschneiden. Dies bedeutet, dass man eine Sehpyramide (statt eines Sehkegels) zur Beschränkung des Objektes verwendet. 

## Beziehung zum Distanzkreis
Verwandt mit dem Sehkreis ist der Distanzkreis. Der Distanzkreis einer Zentralprojektion ist der Kreis mit Mittelpunkt im Hauptpunkt (wie der Sehkreis), der die Distanz {\displaystyle d} als Radius hat (siehe Bild, grüner Kreis). Der Distanzkreis gibt somit direkt Auskunft über den Zahlenwert der Distanz. Den Distanzkreis kann man sich als Schnitt eines Kegels mit halbem Öffnungswinkel {\displaystyle 45^{\circ }} mit der Bildtafel vorstellen.